# Viktoria Savs
Viktoria Savs, née le 27 juin 1899 à Bad Reichenhall et morte le 31 décembre 1979 à Salzbourg, est une des deux autrichiennes connues pour avoir combattu sur le Front lors de la Première Guerre mondiale. Elle combat dans les Dolomites où s'opposent alors l'Autriche-Hongrie et l'Italie. Elle est connue sous le surnom d'« héroïne des Trois Cimes » (« das Mädchen von den Drei Zinnen »).

## Biographie
Aînée de trois sœurs, elle a cinq ans quand ses parents se séparent et grandit chez son père, maître cordonnier, à Arco près du lac de Garde.  Avant le déclenchement de la guerre, le père déménage à Obermais près de Merano. Incorporé dans le Régiment des Chasseurs impériaux, il est blessé en Galicie, occupée par les Russes. De retour chez lui, une fois guéri, il rejoint les Landsturm comme volontaire.
Viktoria a alors 16 ans et ne veut plus être séparée de son père : elle se fait alors passer pour un garçon auprès de la commission d'enrôlement de Merano et entre le 10 mai 1915 dans le bataillon de la Garde de Merano (Schützenbataillon), engagé depuis le 21 mai 1915 sur le plateau de Lavarone, où elle devient le soldat du train « Viktor Savs. » Le 8 décembre 1916, elle obtient de l'archiduc Eugène l'autorisation de servir les armes à la main dans un Landsturm, et rejoint celui d'Innsbruck où son père a le grade de caporal (Zugsführer). Elle est aussi officieusement autorisée à monter au front.

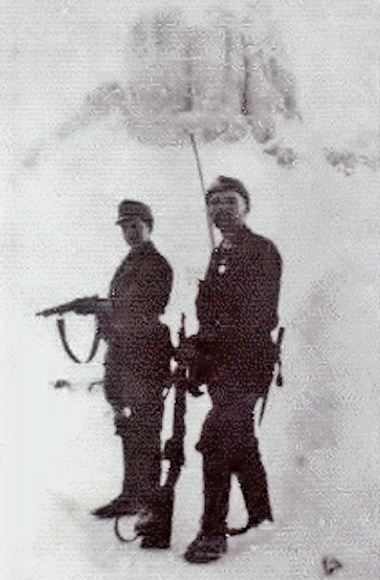
Viktoria Savs avec son père.

Seuls quelques officiers sont au courant de la véritable identité du soldat Victor. Engagée sur le front, elle fait preuve de compétence dans la menée des animaux de bât et comme messagère à skis. Le 1er décembre 1916, elle est affectée comme ordonnance auprès d'un capitaine et prend part à des combats dans le secteur des Trois Cimes. Sa bravoure et son comportement lui valent de recevoir la médaille pour la Bravoure de bronze, la croix des Troupes de Charles et la grande médaille pour la Bravoure en argent.
Elle est blessée le 27 mai 1917 quand l'explosion d'une grenade détache un bloc de roche qui lui broie le pied droit au point que celui-ci ne tient plus à la jambe que par quelques tendons. Transférée à l'hôpital de campagne de Sillian, elle est amputée en-dessous du genou. Avant son séjour à l'hôpital, son père avait fait savoir publiquement qu'elle était une femme : comme elle ne pouvait alors plus combattre au front, elle avait commencé à travailler pour la Croix-Rouge autrichienne (de).
Après le conflit, elle vit à Hall en Tyrol, en Allemagne puis revient en Autriche et se fixe à Salzbourg. Jusque dans les années 1950, elle prend part occasionnellement à des rencontres de vétérans, on sait qu'elle participe à une rencontre dans les années 1930 ; à cette époque, elle s'affiche comme une nationaliste du NSDAP, probablement afin de bénéficier d'une meilleure rente d'invalidité. On ne lui connaît pas d'activités politiques, cependant son image est exploitée par la propagande dans les années précédant la Seconde Guerre mondiale.
Elle meurt à l'âge de 80 ans et est inhumée au cimetière communal de Salzbourg.